# Čečejovce
Čečejovce és un poble i municipi d'Eslovàquia. Es troba a la regió de Košice, a l'est del país.

## Història
La primera referència escrita de la vila data del 1317.

## Demografia
| Godina             | 1994 | 2004   | 2014   | 2024   |
| ------------------ | ---- | ------ | ------ | ------ |
| Nombre de persones | 1874 | 1946   | 2105   | 2119   |
| Diferència         |      | +3,84% | +8,17% | +0,66% |

| Godina             | 2023 | 2024   |
| ------------------ | ---- | ------ |
| Nombre de persones | 2112 | 2119   |
| Diferència         |      | +0,33% |